# La Burbuja (historieta)
La Burbuja (en francés, Le Flagada) es una serie de cómics publicada por primera vez como historieta corta en el n.º 1196 de "Spirou" y serializada después en esa revista. Escrita y dibujada por Charles Degotte, quien fue contó con la colaboración de Bom en el guion de algunas historietas. En el 2008, la serie fue retomada por Zidrou (guiones) y Philippe Bercovici (dibujo).

## Argumento
El gran cazador de animales salvajes Alcides Citrix ha oído hablar de un ave fabulosa, la Burbuja. Su hábitat se encuentra en una isla paradisiaca cuya ubicación exacta nunca se menciona en la serie. 
Una vez ha llegado a la isla para capturar a la Burbuja, Alcides se queda prendado del hechizo de la dolce vita en los trópicos. Se traslada allí de forma permanente y se convierte en amigo de la Burbuja, haciendo todo lo posible para expulsar a los intrusos que perturben su paz.

## Personajes
La Burbuja
Pájaro imaginario de color amarillo que vive exclusivamente en las islas paradisiacas del Pacífico Sur. Desprovisto de alas, se desplaza a la manera de los helicópteros, por la rotación de dos plumas hélice. Sus principales actividades son comer piñones, dormir y encontrar nuevas ideas para molestar a Alcide. 
Alcide Citrix
Compañero de la Flagada, que representa el sentido común y la lógica cartesiana en contraposición al comportamiento caótico del ave. Su pretendida superioridad intelectual no le protege de hacer el ridículo, sino todo lo contrario. 
Émile, le cormorán
Es la más distraída y torpe de las aves palmípedas marinas; es un cormorán perezoso y glotón.
Profesor Trucmuche
Sabio extravagante, autor de inventos estrafalarios muy peligrosos. Periódicamente se dedica a labores de investigación en la isla de la Burbuja. 

## Álbumes

### Primera serie
- 1981 : Le flagada (ediciones Pepperland, álbum de bolsillo).
- 1989 : Emilius le terrible (M.C Productions).
- 1996 : Flagada et les pépins de la pêche (Les classiques du rire n°2, Dargaud).
- 2005 : Mini-récits Tomo 1 (edición de Taupinambour et le coffre à BD, álbum de bolsillo).
- 2005 : Mini-récits Tomo 2 (edición de Taupinambour et le coffre à BD, álbum de bolsillo).
- 2006 : Mini-récits Tomo 3 (edición de Taupinambour et le coffre à BD, álbum de bolsillo).
- 2007 : Integral 1 : 1966-1972 (edición Le coffre à BD).
- 2007 : Integral 2 : 1972-1975 (edición Le coffre à BD).

### Segunda serie
- 2008 : Le dernier des Flagadas (Glénat)
- 2009 : L'île recto-verso (Glénat)